# Palpita viettei
Palpita viettei là một loài bướm đêm trong họ Crambidae.